# Centre sismologique international
Le Centre sismologique international (ISC, International Seismological Centre) est une organisation non gouvernementale à but non lucratif dont l'objectif principal est de réaliser le répertoire, l'analyse et la publication les plus précis et exacts possibles des événements de la sismicité mondiale,. Il a été créé en 1964, et son siège se trouve à Thatcham, Berkshire, au Royaume-Uni. Son bulletin présente un recueil de données sur les séismes allant de 1960 à 2013, recueil qui est considéré comme le plus complet des catalogues existants, faisant autorité internationalement. L'ISC est actuellement dirigé par le sismologue D.A. Storchak.

## Objectif scientifique
Le principal objectif du Centre est la compilation d'informations sur les tremblements de terre et sur les données scientifiques sur lesquelles ces informations sont fondées. Collecter les rapports sur les effets de ces séismes est également une part importante de son fonctionnement, ainsi que les corrections de localisations et de temps d'origine pour les séismes mondiaux.

Depuis 1957 ces calculs sont essentiellement réalisés par des ordinateurs, et fondés sur un réseau de stations de travail qui utilisent environ 50 Gbytes de données numériques publiées sur internet. Cependant la publication finale des données, au moins dix-huit mois après l'événement, est toujours révisée par des sismologues, qui vérifient si des erreurs ou des associations fausses ne se sont pas produites. Tous les mois plus de 200.000 signaux sont analysés et une moyenne de 10 000 événements sont identifiés, dont environ 4000 requièrent une vérification manuelle, le but de l'ISC étant de procurer la liste la plus exhaustive possible.

## Données produites par l'ISC
Les données que l'ISC collecte et traite forment la base de différents ensembles et publications.

### Le Bulletin de l'ISC
Le Bulletin en ligne est organisé par événement. Il est possible de demander un résumé imprimé (payant). Tous les deux ans environ, les données collectées sont revues, les magnitudes et localisations des hypocentres recalculées.

### Le Bulletin ISC-EHB
Ce sous-ensemble du Bulletin comprend les événements de 1960 à 2000, c'est-à-dire avant l'adoption d'un nouvel algorithme de localisation. Les hypocentres ont été recalculés grâce à l'algorithme de Engdahl, van der Hilst et Buland (1998). Celui-ci a été remplacé par le Bulletin ISC-EHB,avec un catalogue étendu jusqu'en 2013.

### Catalogue ISC-GEM
Le  Catalogue ISC-GEM des tremblements de terre mondiaux (1900-2013) (établi à la demande de la Fondation GEM (Global Earthquake Model) fait la liste des séismes dont la magnitude est supérieure ou égale à 5.5. Il assure la possibilité de modéliser et déterminer l'aléa et le risque sismiques .

Les localisations épicentrales et profondeurs des hypocentres ont été recalculées à partir des signaux originaux et d'un modèle de vitesse constant. Les magnitudes sont exprimées en magnitudes de moment (Mw), et sont soit extraites de valeurs publiées de moment sismique fiables, soit recalculées à partir de  valeurs de  magnitude de surface (MS) ou de  magnitude d'ondes de volume ( mb), en utilisant des relations empiriques.

### Séimes de référence (IASPEI Ground Truth (GT) reference events)
La base de données des séismes de référence contient 12278 événements, de 1959 à 2020, dont les informations de localisation (latitude, longitude, profondeur) sont particulièrement bien déterminées (10 km ou moins), et calculées à l'aide de signaux en champ proche (enregistrés par des stations proches de la source du séisme) ou télésismiques (enregistrés par des stations lointaines). Ces séismes ont été sélectionnés pour avoir une meilleure vision de la structure de la Terre, et pour procurer des références à partir desquelles les réseaux sismologiques peuvent être plus précisément calibrés.